# Медина Василь Степанович
Медина Василь Степанович (31 грудня 1907 року — 14 березня 1980 року) — український фізико-географ, кандидат географічних наук, доцент Київського національного університету імені Тараса Шевченка, декан географічного факультету Київського державного педагогічного інституту імені О. М. Горького.

## Біографія
Народився 31 грудня 1907 року в селі Мединівка, тепер Житомирської області. Закінчив у 1940 році геолого-географічний факультет Київського університету. У 1940–1941 роках аспірант Київського державного педагогічного інституту імені О. М. Горького. У 1941–1944 роках заступник начальника геологорозвідки, інженер геологорозвідувального тресту «Казцветметразведка». Учасник Великої вітчизняної війни. У Київському університеті з 1944 року працює викладачем, старшим викладачем, з 1956 року доцентом кафедри фізичної географії. Кандидатська дисертація «Межиріччя Дніпра Південного Бугу (фізико-географічна характеристика)» захищена у 1951 році. Декан географічного факультету Київського педагогічного інституту імені О. М. Горького.

## Наукові праці
Сфера наукових досліджень: проблеми загального землезнавства, організації наукової роботи географів. Автор 38 наукових праць. Основні праці:
1. Гідрографія УРСР. — К., 1958.
2. Рельєф УРСР. — К., 1958.
3. Поверхня землі та головні риси її будови: Посібник. — Львів, 1960.
4. Фізична географія: Посібник. — К., 1964.
5. Основи загального землезнавства: Посібник. —К., 1966.